# Абдалла Гамдок
Абдалла Гамдок (араб. عبدالله حمدوك; нар. 1956, Кордофан, Судан) — державний адміністратор, виконує функції 15-го прем'єр-міністра Судану.
Випускник Хартумського університету та Манчестерського університету (магістратура та докторантура).
Після закінчення навчання працював у Міністерстві фінансів та економічного планування Судану (1981—1987), радником Міжнародної організації праці (1995—1997), головним економістом Африканського банку розвитку (1997—2001). В 2001—2018 роках, з короткою перервою, працював в Економічній комісії ООН з Африки, з 2011 року заступником виконавчого секретаря
17 серпня 2019 року суданська опозиція висунула його кандидатом на посаду прем'єр-міністра тимчасового уряду в рамках угоди з правлячою Суданом після квітневого перевороту Тимчасовою військовою радою. Був приведений до присяги 21 серпня 2019 року.
7 лютого 2021 року Гамдук розпустив перехідний уряд. Прем'єр-міністр Судану повідомив міністрів про припинення їх повноважень з метою переходу до формування нового Кабміну.
У жовтні 2021 року Абдалла Хамдок оголосив, що не буде розпускати уряд, щоб сформувати новий. Генерал Абдель Фаттах Абдельрахмане аль-Бурхан, президент Суверенної перехідної ради, офіційно сформулював це прохання під час засідання. Поділяє владу перехідного періоду.
25 жовтня 2021 року він був заарештований озброєними людьми під час державного перевороту. Згодом було оголошено про його звільнення.